# モナコGP (ゲーム)
『モナコGP』（モナコグランプリ、MONACO GP）は、1979年11月に日本のセガから稼働されたアーケード用レースゲーム。
F1を題材としており、実在する世界選手権レースであるモナコグランプリからタイトルが名付けられている。ゲームシステムは上空からの見下ろし視点で制限時間が続く限りコースを走る内容となっている。後に本作のバージョンアップ版である『プロ・モナコGP』が1980年3月に稼働された。また、本作のシステムを流用した作品である『ターボ』（1981年）の他に、続編として『スーパーモナコGP』（1989年）が稼働された。
本作は後にSG-1000およびSC-3000、セガ・マスターシステムなどの家庭用ゲーム機に移植された他、2001年以降は携帯電話ゲームとして配信された。アーケード版はセガサターン用ソフト『SEGA AGES メモリアルセレクションVol.2』（1997年）やPlayStation 2用ソフト『セガエイジス2500シリーズ Vol.2 モナコGP』（2003年）に収録された。

## ゲーム内容

### システム
上空からの視点で車を操作して道路を前方にひたすら走る縦スクロール型のゲームで、制限時間制→残機制となっている(後述)。赤色の自機をステアリングを使用して左右に動かし、シフトレバーとアクセルペダルによる加速や減速を駆使して操作して敵車を避けながらコースを進んでいく。得点はスムーズに走れば自動的に加算され車速にあわせて得点が増えるスピードも増える。シフトレバーはHIとLOの2段となっており、アクセルペダルの踏み加減に応じて加速する。また、ブレーキペダルは存在せず、減速もアクセルの踏み込みを弱める事でエンジンブレーキの要領で行うことが出来る。あるいはシフトレバーをLO（低速）に落として減速する事も可能である。なお、加速をすることで自機が画面中央の位置へ移動していき、逆に減速することで画面下部へと下がっていく習性もある。
ゲーム性はタイトーから同時期に稼働された『スピードレースCL5』（1979年）と大差はないが、本作の特徴としてトンネル内に入るとコース全体が真っ暗になり前照灯で照らされた部分しか視界がなくなる演出が施されていることが挙げられる。また、特殊ゾーンでは得点が通常の2倍となる。
制限時間は99秒間で、時間内は何度ミスしてもマシンがスピンして画面右下に戻されるだけで何度でも再スタートを切ることができる。制限時間が０になるとそこでゲームオーバーになるが、制限時間内に2,000点以上に達すると「EXTENDED PLAY」と表示され、この条件を達成したときは制限時間が０になってもゲームオーバーにならずゲーム続行が可能となる。その後は残機制となりコース難易度が上昇し全体的に青地の画面となる。画面右上に自機の数で残機を示しミスをするとマシンはスピンではなく爆発し残機を1つ失い、残機をすべて失うとゲームオーバー。さらに2000点ごとに残機が１つ増えていき、6000点を超えると自機のスピードアップにより難易度が高くなる仕様となっている。

### 道の種類
一般道
スタート直後より見受けられる道路の状態で、左右に車両約1台分の幅のグラベルが存在する。グラベルに車が乗ってもマシンがぶれる挙動を起こして減速していくだけでミスにはならないが、その外側部分に自機が触れるとミスとなる。なお、グラベルを含めコース外としての扱いでありミスの後の無敵状態を利用した加速でこの場所を走っても得点は一切加算されない為、得点を加算していくためにはコースを走らなければならない。
基本的にカーブがない道であるが、左右のコース外のゾーンが自機を走らせるとその加速に応じて狭まったり広がったりするので、状況に応じてはカーブのように捉える事が出来る。所々に水たまりがあるなど障害物も存在する。
スリップゾーン
路面全体が水色になっている箇所。ステアリングが左右に過敏に反応する区間となるため、敵車やコース外に触れてしまうなどの事故を誘発する区間である。スリップゾーンには水たまりは存在しない。ステアリングの過敏反応よりも路面が水色になることが一番の大敵であり、特に敵機の水色は同化してしまう為、スリップゾーンでは見づらくなってしまう。
トンネル
自機の前方にヘッドライトを連想させる僅かな円錐形の「視界」にのみ敵車が映り込む。コース外に近づくと視界には路面に映る黄色いラインが引かれているのも見える。この黄色いラインの内側もコース内のアスファルト部分と同じ色をしているが、ここに自機が踏み込むとグラベルと同じように減速し走行加点にはならない。トンネルに入ると同時にコース幅の左右伸縮は停止し、トンネル区間を抜けるまでこの状態が続く。その為、視界を頼って比較的まっすぐ進むことで衝突リスクを極力回避することが出来る。
一本橋
車両2台がやっとで並んで通れる程の狭い車両区間。「EXTENDED PLAY」を獲得して残機制にならないと現れないエリアである。一本橋に差しかかる前に道幅が狭くなるという標識が表示され、プレイヤーは自機をコースアウトしないように一本橋の為に構えて操作しなければならない。一本橋に入ってもその極端に狭い道における敵車の追い越しには高い難易度が付き纏うが全く抜けないというわけではない。また、一本橋区間も両脇の僅かなスペースに黄色い線が引かれているが、この場所に自機のタイヤが乗るとグラベルと同じ効果がある。元のコース幅が狭い為、一本橋を走行中はコースの左右伸縮が見られない。
悪路
「EXTENDED PLAY」を獲得して制限時間が終了しないと現れないエリア。コースの大部分を黒い泥のようなもので覆われており、ここに自機が乗るとグラベルの上のようにぶれて走行することになり、操作性が悪くなる。コースの左側の一部のみ悪路ではない部分があり、まともに走行するにはこのラインを乗って走行しなくてはならないが非常に狭い。自機が悪路上を走行するとグラベルと同じように前輪が左右にぶれるが、得点は加算される。

### 障害物
敵車
コース上を走行するF1マシン。黄緑・黄・水色・紫・青の5色が存在し、自機と同じデザインをした車両の色違いである。自機が接触するとミスとなる。色によって横移動の動きの速さが異なり、青が最も左右に振れながら走行している為、一般的には青いマシンが最も厄介な存在となる。一定間隔を左右に動いているが、敵車がグラベルに乗る事はなくグラベルに触れると反対方向に動くという習性もある。一定のスピードで走行している為、プレイヤーがスピードを落とせば前方に走る敵機は離れていくため、接触を回避することも出来るが、あまり速度を落としすぎると自機の後ろからも出現するように出来ている為、ぶつからないように注意する必要がある。特にミスをした後の復帰で加速が不十分だと後続マシンとぶつかりミスを連発するという事もあり得る。
水たまり
コース上に存在する一部が水色になっている箇所。水たまりに乗った瞬間左右に少し強制的に動かさせられる。しかし、コース上にある動かない障害物ではあるが、HIで走行中は画面上から高速で近づいてくることになるため避けることが大変困難な障害物でもある。ただし、水たまりに触れてもミスにはならない。水たまりを踏んでもコース上を走行している事になるため、得点は加算され続ける。
救急車両
画面下から現れて自機や敵機を追い越して画面上に去っていく救急車両。自機が最高速度であっても後ろから軽々と追い抜いていく。現れる時は必ずサイレンの音と共に登場するが車両が縦長のため救急車両単体だけでなく、自車を含めたコースを乱しがちで対応が非常に厄介。「EXTENDED PLAY」を獲得後の残機制ステージに入ってから登場する。一般道、トンネル、悪路のみで出現が確認されている。

### 筐体
筐体のデザインはF1カーをイメージしたコックピットタイプと、立って操作するアップライト版、テーブル型筐体の3種類が存在する。コックピットタイプではエンジン音と連動し、回転数に応じて稼働するバックライト装備であるタコメーターが臨場感を演出している。
アーケード版の体感筐体の定価は125万円、ミニアップライト筐体の定価は72万円であった。テーブル型筐体はモニターが斜めに突出する特殊な形状となっていた。

## 他機種版
| No. | タイトル                                | 発売日         | 対応機種                  | 開発元     | 発売元                 | メディア                        | 型式       | 備考               | 出典        |
| --- | --------------------------------------- | -------------- | ------------------------- | ---------- | ---------------------- | ------------------------------- | ---------- | ------------------ | ----------- |
| 1   | モナコGP                                | 1983年         | SG-1000 SC-3000           | セガ       | セガ                   | 24キロビットロムカセット        | G-1017     |                    |             |
| 2   | モナコGP                                | 1985年         | SG-1000 SC-3000           | セガ       | セガ                   | マイカード                      | C-17       |                    |             |
| 3   | Monaco GP                               | 1985年         | セガ・マスターシステム    | セガ       | セガ                   | ロムカセット                    | -          |                    |             |
| 4   | SEGA AGES メモリアルセレクションVol.2   | 1997年11月27日 | セガサターン              | セガ       | セガ                   | CD-ROM                          | GS-9163    | アーケード版の移植 |             |
| 5   | モナコGP                                | 2001年11月19日 | iアプリ                   | セガ       | セガ                   | ダウンロード （ソニックカフェ） | -          |                    | [ 5 ] [ 6 ] |
| 6   | セガエイジス2500シリーズ Vol.2 モナコGP | 2003年8月28日  | PlayStation 2             | タムソフト | スリーディー・エイジス | CD-ROM                          | SLPM-62364 |                    | [ 7 ]       |
| 7   | モナコGP                                | 2005年2月17日  | BREW対応端末 （EZアプリ） | セガ       | セガ                   | ダウンロード （セガエイジス）   | -          |                    | [ 8 ] [ 9 ] |
| 8   | モナコGP                                | 2006年6月13日  | ウィルコム端末            | セガ       | セガ                   | ダウンロード （セガエイジス）   | -          |                    | [ 10 ]      |

SG-1000、SC-3000版
発売時期は前期カートリッジ版が1983年、後期マイカード版が1985年（カートリッジ版もイラスト変更し再版）。最初から残機制。シフトレバーはなく、ジョイスティックのレバー上で加速、下で減速し、加速度合で自車位置が画面中下部から中部へ前進。加速度合スクロールの速さ分とリーチでアザーカーを避ける猶予を狭めるシステムになるが、アーケード版ほど上部へ移動しないため、その分の猶予がある。ボタンを押すと一定時間ジャンプすることができ、アザーカーやリリーフカー・障害物を飛び越せる。左右に避けることもできるが、障害物の一種として道が途切れている箇所があり、画面上部に現れる警告表示によりジャンプが必要である。販売時期のバージョン差異は、後期版はタイトルがグラフィックで描かれ、障害物の種類も増えるが、前期版と比較して難度が低い等の違いがある。セガ8ビット機種の中での再版回数を大別すると箱の移り変わりでうかがえる。
セガサターン版
『メモリアルセレクションVol.2』に収録。縦画面対応で、アーケード版の雰囲気を最も再現した作り。
PlayStation 2版
『セガエイジス2500シリーズVol.2』に収録。フルポリゴンになったグラフィックが最大の特徴。アレンジを加えたモードもある。

## 評価
ゲーム本『甦る 20世紀アーケードゲーム大全 Vol.1 アイデア満載! ユニークゲーム編』では、当時のレースゲーム市場はタイトーの『スピードレースシリーズ』のみが流通している状態であり、他社は『スペースインベーダー』（1978年）の大ヒットの影響でシューティングゲームの開発に余念がなかった事からレースゲーム市場に参入するメーカーが皆無であった事を述べ、そのような中でもセガは『ヘッドオン』（1979年）がヒットした事で資金に余裕があった事から開発部門を増強し本作の完成に至ったと主張した。同書では本作の利点として特殊ゾーンにおいて得点が2倍になる事からプレイヤーによる競争が起き盛り上がった事や、スコアによって制限時間が変化し長時間プレイが可能になる点などを挙げ、「プレイヤーの攻略魂に火を付ける作品であった」と称賛した。

## 続編
- プロモナコGP　1980年3月発売。 
本作のバージョンアップ版。点数表示が1万9999点まで可能になり、難易度がアップしている[11]。
- ターボ
- スーパーモナコGP
- アイルトン・セナ スーパーモナコGPII
- ヘブンリーシンフォニー